# Kilmarnock
Kilmarnock est un burgh du council area de l'East Ayrshire (dont elle est la capitale administrative) en Écosse, avec une population de 45 000 habitants environ. Elle est située dans la région de lieutenance d'Ayrshire and Arran. De 1975 à 1996, elle était la capitale administrative du district de Kilmarnock and Loudoun, au sein de la région du Strathclyde. Kilmarnock se trouve entre Glasgow et Ayr.
Elle est parfois appelée du nom raccourci « Killie » par ses habitants.
Elle est connue comme étant la ville d'origine du whisky Johnnie Walker, vendu à ses tout débuts, en 1820, dans cette ville.
Kilmarnock pourrait être le lieu de naissance du héros écossais William Wallace.

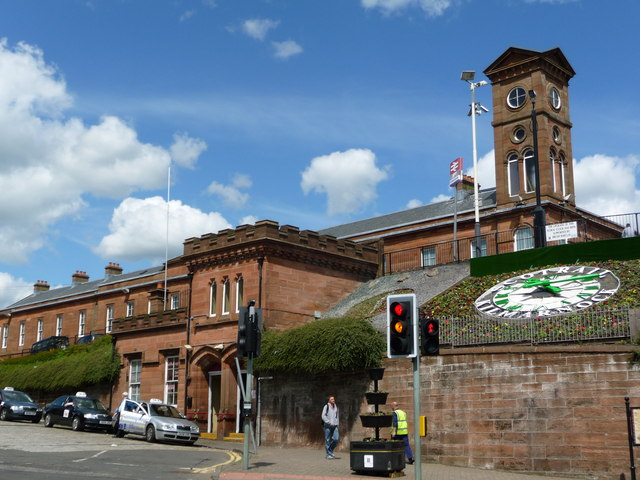
La gare actuelle.

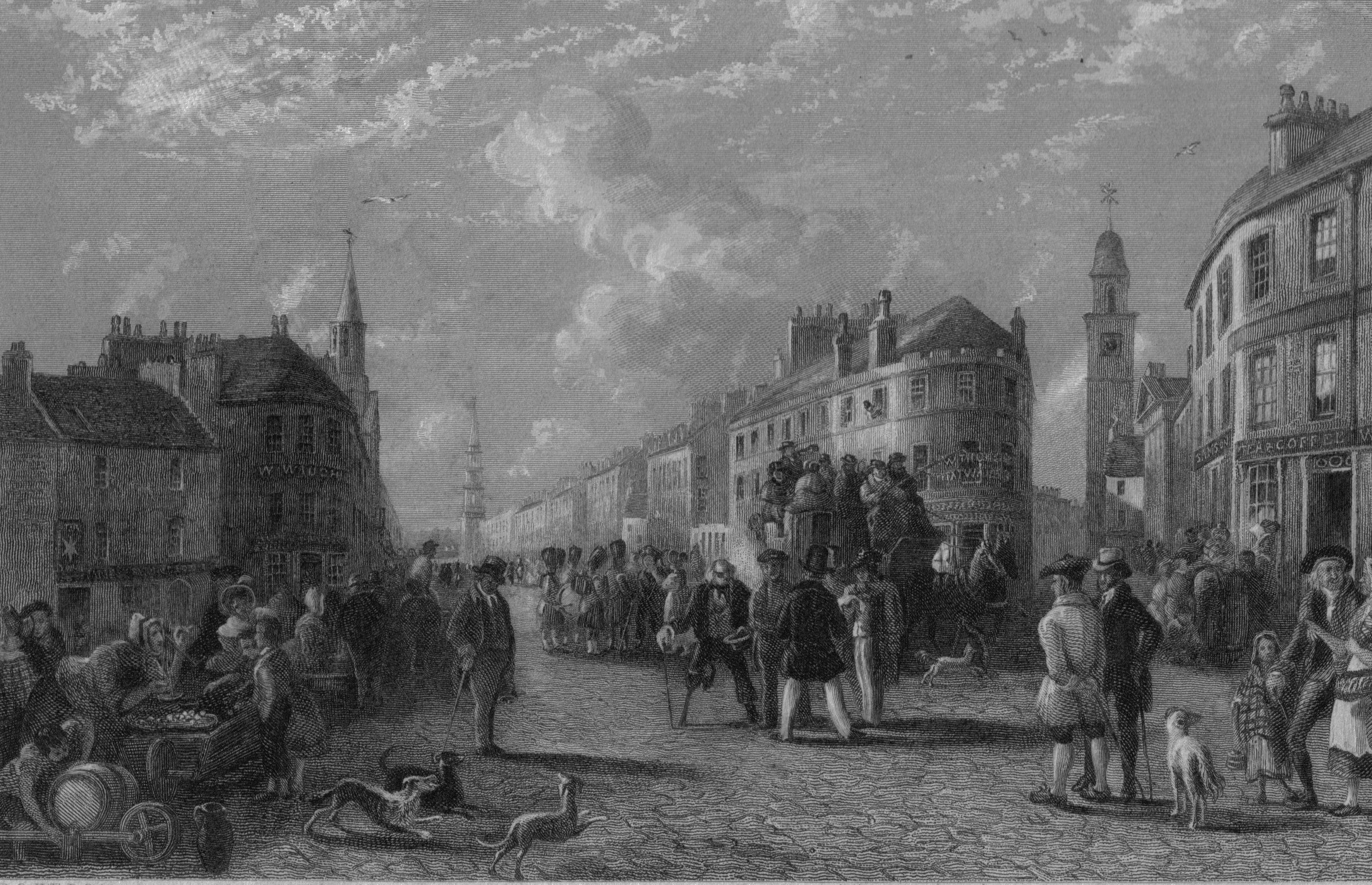
Kilmarnock Cross en 1849.

## Signification du nom
Le nom de la commune provient du vieux mot gaélique kill, « église », et du nom de saint Marnoch ou Mernoc. Ce patronyme se retrouve dans les localités de Portmarnock en Irlande et de Inchmarnock.
« Marnoch » a lui-même une origine typée : mo (mon) et « Ernán » (nom du saint) et une désinence diminutive.
Le nom de « Kilmarnock » signifie donc « l'église de mon petit Ernan ».

## Tourisme
Aucune attraction touristique n'est signalée par les guides spécialisés.

## Activité économique
C'est une ville ouvrière, profondément marquée par l'activité de l'industrie textile au XIXe siècle.

## Sport
Le club de football Kilmarnock Football Club, le plus ancien et l'un des plus importants en Écosse, est basé dans la ville.

## Personnalités de la ville
- Alexander Fleming a étudié à Kilmarnock
- Joanne Calderwood, pratiquante d'arts martiaux mixtes écossaise, résidente de Kilmarnock.
- John Boyd Orr, médecin, biologiste, homme politique, directeur de la FAO, prix Nobel de la paix en 1949.
- Alan Brown (1970-), homme politique écossais et parlementaire britannique, né à Kilmarnock.
- Des Browne, parlementaire britannique ; ministre de la défense sous Tony Blair et ancien ministre chargé de l’Écosse.
- Willie Coffey (en), parlementaire écossais
- Ian Deans, parlementaire canadien né à Kilmarnock
- Robert Dunsmuir, homme politique et industriel de l'industrie minière et des chemins de fer
- Thomas Gardiner (en), journaliste écossais ayant émigré en Californie au XIXe siècle, où il a fondé plusieurs journaux
- William Hewitt, ecclésiastique
- John Kelso Hunter (en), peintre
- David Lacy (en), ecclésiastique
- Thomas Lang, propagateur, en 1853, du Saule Marsault pleureur, Salix caprea ‘Kilmarnock’ ou Salix caprea ‘Pendula’[1].
- Malky McCormick (en), dessinateur de BD et caricaturiste
- Iain McDowall (en), écrivain
- Margaret McDowall (en), membre de l'équipe écossaise de natation et médaillé d'argent aux jeux olympiques de 1952 à Helsinki
- Hugh McIlvanney, journaliste sportif
- William McIlvanney, écrivain[2]
- John McPherson, footballeur
- Lindsay McKenzie, actrice
- Colin Mochrie, comédien écossais et canadien (il apparaît dans Whose Line Is It Anyway?) né à Kilmarnock en 1957
- William et John Sloane, fondateurs de W. & J. Sloane à New York
- Rose Reilly (née en 1955), joueuse de football, seule femme à figurer au Scottish Football Hall of Fame depuis 2007
- David Robertson joua dans les années 1920 pour Kilmarnock et Queen of the South avant d'émigrer à New York où il joua pour l'équipe nationale américaine
- Sir James Shaw, lord-maire de Londres en 1805
- Gordon Smith, ancien footballeur professionnel et dirigeant de la fédération écossaise de football
- Major-général Sir Robert Murdoch Smith (1835-1900), ingénieur, anthropologue, archéologue et diplomate
- Malcolm Wallace (en), père du héros écossais William Wallace, est né à Riccarton
- Kirsty Wark (en), journaliste TV
- Ben et James Johnston, batteur et bassiste du groupe de rock écossais Biffy Clyro

## Jumelages
Kilmarnock, en tant que partie de la communauté de communes de l'East Ayrshire, est jumelée avec six villes et a reçu à ce titre un prix d'excellence du conseil de l'Europe :
- Kulmbach (Allemagne) depuis 1974, dans le land de Bavière ;
- Alès (France), dans le département du Gard ;
- Joué-lès-Tours (France), dans le département d'Indre-et-Loire ;
- Santa Coloma de Gramenet (Espagne) ;
- Herstal (Belgique) ;
- Soukhoumi (République d'Abkhazie)[3].